# Jérémy Lorsignol
Jérémy Lorsignol (24 maart 1986) is een Belgisch traceur. 

## Levensloop
In 2022 behaalde hij brons op het onderdeel 'parkour freestyle' op de Wereldspelen in het Amerikaanse Birmingham.